# Linan chinensis
Linan chinensis – gatunek chrząszcza z rodziny kusakowatych i podrodziny marników. Występuje endemicznie w Chinach.
Gatunek ten opisany został po raz pierwszy w 1964 roku przez Ivana Löbla pod nazwą Lasinus chinensis na łamach Acta Rerum Naturalium Musei Nationalis Slovaci. Jako miejsce typowe wskazano górę Tianmu Shan w chińskiej prowincji Zhejiang. W 2002 roku wyznaczony został przez Petera Hlaváča gatunkiem typowym nowego rodzaju Linan. W 2011 roku Yin Ziwei i Li Lizhen na łamach Acta Entomologica Musei Nationalis Pragae dokonali jego redeskrypcji. Holotyp zdeponowano w Zbiorze Owadów Shanghai Shifan Daxue.
Chrząszcz ten osiąga od 2,77 do 2,89 mm długości i od 1,02 do 1,11 mm szerokości ciała. Głowa jest nieco dłuższa niż szeroka. Oczy złożone buduje u obu płci około 20 omatidiów. Czułki buduje jedenaście członów, z których trzy ostatnie są powiększone, u obu płci niezmodyfikowane. Przedplecze jest tak szerokie jak długie. Pokrywy są szersze niż dłuższe. Zapiersie (metawentryt) u samców ma krótkie, krótsze i węższe niż u L. inornatus i w widoku bocznym zaokrąglone na wierzchołkach wyrostki. Odnóża przedniej pary mają niezmodyfikowane krętarze, uda i golenie u obu płci. Odnóża pozostałych par również są niezmodyfikowane. Szerokość pokryw i odwłoka jest w stosunku do przedplecza większa niż u L. inornatus.
Owad ten jest endemitem Chin, znanym tylko z gór Tianmu Shan i Longwang Shan w prowincji Zhejiang. Spotykany był na rzędnych od 800 do 1500 m n.p.m. Zasiedla ściółkę w lasach iglastych i mieszanych.